# Tirrena-Adriàtica 2010
La Tirrena–Adriàtica 2010 és la 45a edició de la Tirrena-Adriàtica i es disputà entre el 10 i el 16 de març, sent la tercera prova del Calendari mundial UCI 2010.
L'italià Stefano Garzelli (Acqua & Sapone) s'emporta la cursa per primera vegada gràcies a dos segons aconseguits als esprints intermedis de la darrera etapa. Garzelli acaba amb el mateix temps que el segon classificat, l'italià Michele Scarponi, però és proclamat vencedor per haver guanyat la classificació per punts.

## Equips participants
En aquesta edició de la Tirrena-Adriàtica hi prenen part vint-i-dos equips de vuit ciclistes cadascun i un total de 176 ciclistes. Setze d'aquest equips són equips ProTour i sis són equips continentals professionals.
- equips ProTour: AG2R La Mondiale, Astana, Caisse d'Epargne, Euskaltel-Euskadi, Garmin-Transitions, La Française des Jeux, Lampre-Farnese Vini, Liquigas, Omega Pharma-Lotto, Quick Step, Rabobank, Team Sky, Team HTC-Columbia, Team Katusha, Team Milram, Team Saxo Bank
- equips continentals: Acqua & Sapone, BMC Racing Team, Cervélo TestTeam, Colnago-CSF Inox, ISD-Neri, Serramenti PVC

## Etapes

### 1a etapa. 10 de març.Liorna-Rosignano Solvay. 148 km
Etapa de 148 km per la costa de la mar Tirrena, als voltats de Liorna, majoritàriament plana, amb dues petites dificultats muntanyoses al km 79,5 i al km 98,6. La primera d'aquestes dificultats es tornava a superar dues vegades més, però sense ser puntuable, la darrera d'elles a manca de 5 km pr l'arribada.
Etapa marcada pel fred, la neu i la pluja en què Dmitrò Hrabovski protagonitza l'escapada del dia. Aconseguí més de 5', però l'acció dels equips Liquigas-Doimo i Garmin-Transitions en busca d'una arribada a l'esprint ho evità, sent agafat a manca de 22 km. Pablo Urtasun i Niki Terpstra ho intentaren a continuació, però sense sort, sent agafats a manca de 8 km. En el darrer ascens a la cota no puntuable un atac de Joan Antoni Flecha fou respost per Matti Breschel, Luca Paolini, Linus Gerdemann i Pablo Lastras, que marxaren sols al capdavant. Tot i la persecució del Liquigas, els quatre es van plantar a la línia d'arribada amb un lleuge avantatge que els va permetre jugar-se la victòria a l'esprint. El vencedor fou Linus Gerdemann.
|   | Ciclista          | Equip            | Temps      |
| - | ----------------- | ---------------- | ---------- |
| 1 | Linus Gerdemann   | Milram           | 3h 36" 15" |
| 2 | Pablo Lastras     | Caisse d'Epargne | m.t        |
| 3 | Matti Breschel    | Team Saxo Bank   | m.t        |
| 4 | Luca Paolini      | Acqua & Sapone   | m.t        |
| 5 | Iauhèn Hutaròvitx | FDJ              | m.t        |

|   | Ciclista        | Equip            | Temps      |
| - | --------------- | ---------------- | ---------- |
| 1 | Linus Gerdemann | Milram           | 3h 36" 05" |
| 2 | Pablo Lastras   | Caisse d'Epargne | + 4"       |
| 3 | Matti Breschel  | Team Saxo Bank   | + 6"       |
| 4 | Fabian Wegmann  | Milram           | + 8"       |
| 5 | Cadel Evans     | BMC Racing Team  | + 9"       |

### 2a etapa. 11 de març.Montecatini Terme-Montecatini Terme. 165 km
Etapa amb inici i final a Montecatini Terme i dos ports de muntanya puntuables a superar pels ciclistes. Després de superar el primer port al km 83,2 els ciclistes han d'afrontar un circuit pels voltants de Montecatini al qual han de donar 4 voltes. En aquest circuit es troba la segona dificultat muntanyosa del dia, que tot i ser superada en quatre ocasions sols puntua en la darrera d'elles.
Quatre ciclistes protagonitzen l'escapada del dia, que inicien al km 11: Mikhaïl Ignàtiev, Diego Caccia, Alan Pérez i Alan Marangoni. La màxima diferència fou de més de 4', però els equips dels esprínters i del líder no van permetre que anés a més. La fuga es va acabar a sols 3,5 km de l'arribada per a tres d'ells, però Ignàtiev, sense sort, allargar l'escapada uns instants més. El Liquigas-Doimo va conduir el gran grup en aquests darrers quilòmetres, per tal de llançar l'esprint a Daniele Bennati, però aquest no ho va poder aprofitar. Finalment la victòria fou per a Tom Boonen, per davant Paul Martens. Gerdemann conserva el lideratge, ara empatat a temps amb Boonen
|   | Ciclista           | Equip            | Temps      |
| - | ------------------ | ---------------- | ---------- |
| 1 | Tom Boonen         | Quick Step       | 4h 14' 13" |
| 2 | Paul Martens       | Rabobank ProTeam | m.t        |
| 3 | Daniele Bennati    | Liquigas-Doimo   | m.t        |
| 4 | Robbie McEwen      | Team Katusha     | m.t        |
| 5 | José Joaquín Rojas | Caisse d'Epargne | m.t        |

|   | Ciclista          | Equip             | Temps      |
| - | ----------------- | ----------------- | ---------- |
| 1 | Linus Gerdemann   | Milram            | 7h 50' 18" |
| 2 | Tom Boonen        | Quick Step        | m. t.      |
| 3 | Pablo Lastras     | Caisse d'Epargne  | + 4"       |
| 4 | Paul Martens      | Rabobank ProTeam  | + 4"       |
| 5 | Alan Pérez Lezaun | Euskaltel–Euskadi | + 4"       |

### 3a etapa. 12 de març.San Miniato-Monsummano Terme. 159 km
La 3a etapa és la darrera que es corre per la Toscana. L'etapa és bàsicament plana, amb dues petites dificultats muntanyoses en els darrers 30 km.
Els escapats de la jornada, tot i que sense sort, foren Sebastian Lang, Cameron Wurf i Diego Caccia. Caccia ja havia estat escapat el dia anterior i junt amb els punts aconseguits en aquesta etapa es vesteix amb el mallot de la muntanya. Wurf fou el darrer en ser capturat, a pocs quilòmetres de la meta, en la darrera ascensió del dia. En els darrers quilòmetres 10 ciclistes es van escapar del gran grup, entre ells alguns dels grans favorits, com Michele Scarponi, Stefano Garzelli o Vincenzo Nibali, però foren agafats a poc més d'un quilòmetre de l'arribada. La victòria es decidí a l'esrpint, sent guanyat per Daniele Bennati, que superà Alessandro Petacchi i Bernhard Eisel. Les bonificacions van permetre a Bennati aconseguir el mallot de líder.
|   | Ciclista            | Equip               | Temps      |
| - | ------------------- | ------------------- | ---------- |
| 1 | Daniele Bennati     | Liquigas-Doimo      | 3h 59' 09" |
| 2 | Alessandro Petacchi | Lampre-Farnese Vini | m.t        |
| 3 | Bernhard Eisel      | Team Columbia-HTC   | m.t        |
| 4 | Tyler Farrar        | Garmin-Transitions  | m.t        |
| 5 | Joan Antoni Flecha  | Team Sky            | m.t        |

|   | Ciclista        | Equip                       | Temps       |
| - | --------------- | --------------------------- | ----------- |
| 1 | Daniele Bennati | Liquigas-Doimo              | 11h 44' 23" |
| 2 | Linus Gerdemann | Milram                      | + 4"        |
| 3 | Tom Boonen      | Quick-Step Alpha Vinyl Team | + 4"        |
| 4 | Pablo Lastras   | Caisse d'Epargne            | + 8"        |
| 5 | Paul Martens    | Rabobank ProTeam            | + 8"        |

### 4a etapa. 13 de març.San Gemini-Chieti. 243 km
Aquesta etapa es presenta com la primera ocasió per obrir diferències a la classificació general, amb tres dificultats muntanyoses, la darrera d'elles a sols 3,5 km per a l'arribada i amb algun tram de fins al 19% de desnivell. El final a Chieti també és en pujada, amb una rampa del 15% dins el darrer quilòmetre.
Des d'un bon inici d'etapa es produïren nombrosos intents d'escapda, però no serà fins al km 34 quan fructifiqui l'escapada del dia, formada per set ciclistes, entre els quals hi ha Vassil Kirienka, Vladímir Iefimkin i Filippo Pozzato que arribaren a tenir un diferència màxima de 8' 30" a mitja etapa. A 25 km per al final els escapats encara disposaven de 3 minuts respecte al gran grup, del qual diferents ciclistes intentaren escapar-se sense sort, entre els quals destaca Aleksandr Vinokúrov, Enrico Gasparotto, Vincenzo Nibali i Michele Scarponi. Al capdavant de la cursa es queda sol Kirienka a manca de 5 quilòmetres, però ràpidament és agafat per Nibali, Scarponi, Maksim Iglinski i Stefano Garzelli. Un posterior atac de Scarponi no pogué ser respost per ningú i es presentà a la línia d'arribada amb 14" respecte als immediats perseguidors.
|   | Ciclista             | Equip              | Temps      |
| - | -------------------- | ------------------ | ---------- |
| 1 | Michele Scarponi     | Androni Giocattoli | 6h 23' 47" |
| 2 | Benoît Vaugrenard    | FDJ                | + 14"      |
| 3 | Leonardo Bertagnolli | Androni Giocattoli | + 14"      |
| 4 | Stefano Garzelli     | Acqua e Sapone     | + 14"      |
| 5 | Rigoberto Urán       | Caisse d'Epargne   | + 14"      |

|   | Ciclista             | Equip              | Temps       |
| - | -------------------- | ------------------ | ----------- |
| 1 | Michele Scarponi     | Androni Giocattoli | 18h 08' 14" |
| 2 | Benoît Vaugrenard    | FDJ                | + 18"       |
| 3 | Leonardo Bertagnolli | Androni Giocattoli | + 20"       |
| 4 | Stefano Garzelli     | Acqua e Sapone     | + 24"       |
| 5 | Rigoberto Urán       | Caisse d'Epargne   | + 24"       |

### 5a etapa. 14 de març.Chieti-Colmurano. 234 km
Etapa fàcil en els primers quilòmetres, tot resseguint la costa adriàtica, per a partir de mitja cursa trobar-se amb dues dificultats muntanyoses puntuables i un final molt complicat, amb diversos murs no puntuables a superar, un d'ells a manca d'un quilòmetre per l'arribada.
Una escapada d'onze ciclistes es forma al començament de l'etapa, entre ells Marco Pinotti, Dmitrò Hrabovski, Alan Pérez Lezaun i Johan van Summeren, però l'equip del líder no permet que agafin massa temps. Durant l'ascensió al Sasso Tetto tots són agafats, amb l'excepció de Pinotti, que ho fou poc després. En aquell mateix instant ataquen Juan José Oroz i Enrico Gasparotto, que són agafats en l'ascensió al mur de Colmurano per Cadel Evans, Stefano Garzelli i Maksim Iglinski. Amb tot Gasparotto aconsegueix no despenjar-se d'aquests ciclistes i s'imposa a l'esprint, amb 8" respecte al grup del líder.
|   | Ciclista          | Equip                 | Temps      |
| - | ----------------- | --------------------- | ---------- |
| 1 | Enrico Gasparotto | Astana Qazaqstan Team | 5h 32' 22" |
| 2 | Stefano Garzelli  | Acqua & Sapone        | m.t        |
| 3 | Maksim Iglinski   | Astana Qazaqstan Team | m.t        |
| 4 | Cadel Evans       | BMC Racing Team       | m.t        |
| 5 | Vincenzo Nibali   | Liquigas-Doimo        | + 8"       |

|   | Ciclista         | Equip                 | Temps       |
| - | ---------------- | --------------------- | ----------- |
| 1 | Michele Scarponi | Androni Giocattoli    | 23h 40' 44" |
| 2 | Stefano Garzelli | Acqua e Sapone        | + 10"       |
| 3 | Maksim Iglinski  | Astana Qazaqstan Team | + 15"       |
| 4 | Cadel Evans      | BMC Racing Team       | + 18"       |
| 5 | Robert Gesink    | Rabobank ProTeam      | + 27"       |

### 6a etapa. 15 de març.Montecosaro-Macerata. 134 km
Etapa trencacames que finalitza en un circuit pels voltants de la ciutat de Macerata a la qual s'han de donar 4 voltes que inclouen l'ascensió al turó en què es troba la ciutat. El primer i tercer pas és puntuable per a la muntanya.
Dotze ciclistes, cadascun d'un equip diferent, formen una escapada al km 8, sent el millor classificat Paul Martens a 1'36" del líder. Durant bona part de l'etapa la diferència voltà els dos minuts, sent poca l'ajuda rebuda per l'equip del líder a l'hora de reduir-los. Finalment foren reduïts onze dels ciclistes de l'escapada, quedant en solitari al capadavant Mikhaïl Ignàtiev, un especialista en contrarellotge, que va poder regular el temps de marge per guanyar l'etapa en solitari. Pel darrere es va produir un atac en el darrer quilòmetre per part de Stefano Garzelli i Cadel Evans, que va permetre a Garzelli situar-se a sols 2" de Scarponi gràcies a les bonificacions.
|   | Ciclista          | Equip            | Temps      |
| - | ----------------- | ---------------- | ---------- |
| 1 | Mikhaïl Ignàtiev  | Team Katusha     | 3h 18' 09" |
| 2 | Stefano Garzelli  | Acqua e Sapone   | + 5"       |
| 3 | Cadel Evans       | BMC Racing Team  | m. t.      |
| 4 | Robert Gesink     | Rabobank ProTeam | + 7"       |
| 5 | Benoît Vaugrenard | FDJ              | m. t.      |

|   | Ciclista         | Equip                 | Temps       |
| - | ---------------- | --------------------- | ----------- |
| 1 | Michele Scarponi | Androni Giocattoli    | 26h 59' 00" |
| 2 | Stefano Garzelli | Acqua e Sapone        | + 2"        |
| 3 | Cadel Evans      | BMC Racing Team       | + 12"       |
| 4 | Maksim Iglinski  | Astana Qazaqstan Team | + 22"       |
| 5 | Robert Gesink    | Rabobank ProTeam      | + 27"       |

### 7a etapa. 16 de març.Civitanova Marche-San Benedetto del Tronto. 164 km
En els primers 60 km de l'etapa hi ha dues petites dificultats muntanyoses, però els darrers quilòmetres són totalment plans, amb un circuit de set voltes pels carrers de San Benedetto del Tronto.
Blel Kadri s'escapa poc després de donar inici a l'etapa, estant escapat durant 100 km, però el veritable interés de la jornada es trobava en els esprints intermedis que oferien 3, 2 i 1 segons de bonificació i que podien comportar importants canvis en la classificació general, ja que Garzelli es trobava a sols 2" de Scarponi. El primer esprint es va fer a manca de 40 km i fou guanyat per Francesco Ginanni, seguit de José Joaquín Rojas i Garzelli. Això va posar Garzelli un segon per darrere de Scarponi. En el segon esprint intermedi, a 20 km de l'arribada, Ginanni i Androni Giocattoli van obtenir fàcilment els dos primers llocs, però Garzelli va tornar a aconseguir ser de nou tercer. Això va deixar Garzelli i Scarponi empatats a temps, però Garzelli fou el vencedor per haver obtingut millors classificacions en el transcurs de la cursa. Tot i que encara quedaven les bonificacions a l'arribada els equips dels esprínters no van permetre cap sorpresa i van controlar el final. Algunes caigudes van deixar de banda alguns dels favorits i finalment l'etapa fou guanyada per Edvald Boasson Hagen.
|   | Ciclista             | Equip               | Temps      |
| - | -------------------- | ------------------- | ---------- |
| 1 | Edvald Boasson Hagen | Team Sky            | 3h 52' 36" |
| 2 | Alessandro Petacchi  | Lampre-Farnese Vini | m. t.      |
| 3 | Sacha Modolo         | Colnago-CSF Inox    | m. t.      |
| 4 | Bernhard Eisel       | Team HTC-Columbia   | m. t.      |
| 5 | Mattia Gavazzi       | Colnago-CSF Inox    | m. t.      |

|   | Ciclista         | Equip                 | Temps       |
| - | ---------------- | --------------------- | ----------- |
| 1 | Stefano Garzelli | Acqua & Sapone        | 30h 51' 36" |
| 2 | Michele Scarponi | Androni Giocattoli    | m. t.       |
| 3 | Cadel Evans      | BMC Racing Team       | + 12"       |
| 4 | Maksim Iglinski  | Astana Qazaqstan Team | + 22"       |
| 5 | Robert Gesink    | Rabobank ProTeam      | + 27"       |

## Classificacions finals

### Classificació general
|    | Ciclista           | Equip                 | Temps       |
| -- | ------------------ | --------------------- | ----------- |
| 1  | Stefano Garzelli   | Acqua & Sapone        | 30h 51' 36" |
| 2  | Michele Scarponi   | Androni Giocattoli    | m. t.       |
| 3  | Cadel Evans        | BMC Racing Team       | + 12"       |
| 4  | Maksim Iglinski    | Astana Qazaqstan Team | + 22"       |
| 5  | Robert Gesink      | Rabobank ProTeam      | + 27"       |
| 6  | Michael Rogers     | Team HTC-Columbia     | + 29"       |
| 7  | Domenico Pozzovivo | CSF Group Navigare    | + 33"       |
| 8  | Vincenzo Nibali    | Liquigas-Doimo        | + 42"       |
| 9  | Manuele Mori       | Lampre-Farnese Vini   | + 1' 04"    |
| 10 | Francesco Gavazzi  | Lampre-Farnese Vini   | + 1' 07"    |

|   | Ciclista         | Equip           | Punts |
| - | ---------------- | --------------- | ----- |
| 1 | Stefano Garzelli | Acqua & Sapone  | 32    |
| 2 | Daniele Bennati  | Liquigas-Doimo  | 20    |
| 3 | Cadel Evans      | BMC Racing Team | 20    |

|   | Ciclista         | Equip        | Punts |
| - | ---------------- | ------------ | ----- |
| 1 | Dmitrò Hrabovski | ISD-Neri     | 20    |
| 2 | Diego Caccia     | ISD-Neri     | 14    |
| 3 | Filippo Pozzato  | Team Katusha | 11    |

|   | Ciclista           | Equip              | Temps       |
| - | ------------------ | ------------------ | ----------- |
| 1 | Robert Gesink      | Rabobank ProTeam   | 30h 52' 03" |
| 2 | Greg Van Avermaet  | Omega Pharma-Lotto | + 1' 07"    |
| 3 | José Joaquín Rojas | Caisse d'Epargne   | + 1' 19"    |

|   | Equip                 | País       | Temps       |
| - | --------------------- | ---------- | ----------- |
| 1 | Lampre-Farnese Vini   | Itàlia     | 92h 39' 02" |
| 2 | Caisse d'Epargne      | Espanya    | + 45"       |
| 3 | Astana Qazaqstan Team | Kazakhstan | + 53"       |

## Evolució de les classificacions
| Etapa (Vencedor)                | Classificació general | Classificació per punts | Classificació de la muntanya | Classificació dels joves | Classificació per equips |
| ------------------------------- | --------------------- | ----------------------- | ---------------------------- | ------------------------ | ------------------------ |
| 0Etapa 1 (Linus Gerdemann)      | Linus Gerdemann       | Linus Gerdemann         | Dmitrò Hrabovski             | José Joaquín Rojas       | Colnago-CSF Inox         |
| 0Etapa 2 (Tom Boonen)           | Linus Gerdemann       | Linus Gerdemann         | Dmitrò Hrabovski             | José Joaquín Rojas       | Colnago-CSF Inox         |
| 0Etapa 3 (Daniele Bennati)      | Daniele Bennati       | Daniele Bennati         | Diego Caccia                 | José Joaquín Rojas       | Team Astana              |
| 0Etapa 4 (Michele Scarponi)     | Michele Scarponi      | Daniele Bennati         | Diego Caccia                 | Rigoberto Urán           | Androni Giocattoli       |
| 0Etapa 5 (Enrico Gasparotto)    | Michele Scarponi      | Daniele Bennati         | Dmitrò Hrabovski             | Robert Gesink            | Team Astana              |
| 0Etapa 6 (Mikhaïl Ignàtiev)     | Michele Scarponi      | Stefano Garzelli        | Dmitrò Hrabovski             | Robert Gesink            | Lampre-Farnese Vini      |
| 0Etapa 7 (Edvald Boasson Hagen) | Stefano Garzelli      | Stefano Garzelli        | Dmitrò Hrabovski             | Robert Gesink            | Lampre-Farnese Vini      |
| Classificació final             | Stefano Garzelli      | Stefano Garzelli        | Dmitrò Hrabovski             | Robert Gesink            | Lampre-Farnese Vini      |

## Punts UCI
| #  | Ciclista             | Equip | Punts |
| -- | -------------------- | ----- | ----- |
| 1  | Stefano Garzelli     | ASA   | 109   |
| 2  | Michele Scarponi     | AND   | 86    |
| 3  | Cadel Evans          | BMC   | 73    |
| 4  | Maksim Iglinski      | AST   | 62    |
| 5  | Robert Gesink        | RAB   | 51    |
| 6  | Michael Rogers       | THR   | 40    |
| 7  | Domenico Pozzovivo   | CSF   | 30    |
| 8  | Vincenzo Nibali      | LIQ   | 21    |
| 9  | Manuele Mori         | LAM   | 10    |
| 10 | Daniele Bennati      | LIQ   | 8     |
| 11 | Alessandro Petacchi  | LAM   | 8     |
| 12 | Edvald Boasson Hagen | SKY   | 6     |
| 13 | Tom Boonen           | QST   | 6     |
| 14 | Enrico Gasparotto    | AST   | 6     |
| 15 | Linus Gerdemann      | MRM   | 6     |
| 16 | Mikhaïl Ignàtiev     | KAT   | 6     |
| 17 | Benoît Vaugrenard    | FDJ   | 5     |
| 18 | Francesco Gavazzi    | LAM   | 4     |
| 19 | Pablo Lastras        | GCE   | 4     |
| 20 | Paul Martens         | RAB   | 4     |
| 21 | Bernhard Eisel       | THR   | 3     |
| 22 | Leonardo Bertagnolli | AND   | 2     |
| 23 | Matti Breschel       | SAX   | 2     |
| 24 | Sacha Modolo         | CSF   | 2     |
| 25 | Tyler Farrar         | GRM   | 1     |
| 26 | Joan Antoni Flecha   | SKY   | 1     |
| 27 | Mattia Gavazzi       | CSF   | 1     |
| 28 | Iauhèn Hutaròvitx    | FDJ   | 1     |
| 29 | Robbie McEwen        | KAT   | 1     |
| 30 | Luca Paolini         | ASA   | 1     |
| 31 | José Joaquín Rojas   | GCE   | 1     |
| 32 | Rigoberto Urán       | GCE   | 1     |

| #  | Equip               | Punts |
| -- | ------------------- | ----- |
| 1  | Acqua & Sapone      | 110   |
| 2  | Androni Giocattoli  | 88    |
| 3  | BMC Racing Team     | 73    |
| 4  | Team Astana         | 68    |
| 5  | Rabobank ProTeam    | 55    |
| 6  | Team HTC-Columbia   | 43    |
| 7  | Colnago-CSF Inox    | 33    |
| 8  | Liquigas-Doimo      | 29    |
| 9  | Lampre-Farnese Vini | 22    |
| 10 | Team Katusha        | 7     |
| 11 | Team Sky            | 7     |
| 12 | Caisse d'Epargne    | 6     |
| 13 | Française des Jeux  | 6     |
| 14 | Quick Step          | 6     |
| 15 | Team Milram         | 6     |
| 16 | Team Saxo Bank      | 2     |
| 17 | Garmin-Transitions  | 1     |

| #  | País          | Punts |
| -- | ------------- | ----- |
| 1  | Itàlia        | 256   |
| 2  | Austràlia     | 114   |
| 3  | Kazakhstan    | 62    |
| 4  | Països Baixos | 51    |
| 5  | Alemanya      | 10    |
| 6  | Bèlgica       | 6     |
| 7  | Espanya       | 6     |
| 8  | Noruega       | 6     |
| 9  | Rússia        | 6     |
| 10 | França        | 5     |
| 11 | Àustria       | 3     |
| 12 | Dinamarca     | 2     |
| 13 | Belarús       | 1     |
| 14 | Colòmbia      | 1     |
| 15 | Estats Units  | 1     |